# Eupen
 Ovo je glavno značenje pojma Eupen. Za jezero u blizini grada pogledajte Eupen (jezero).
Eupen (zastarjeli francuski naziv: Néau) je grad u istočnoj Belgiji koji je sjedište vlade Njemačke zajednice u Belgiji. Grad se nalazi 16 km od Aachena i 45 km od Liègea i Maastrichta. 

## Zemljopis
Grad se nalazi na između 250 i 350 metara nadmorske visine. Sastoji se od dva dijela: Gornjeg grada (Oberstadt), gdje se nalaze glavni spomenici i trgovački centri, te Donjeg grada (Unterstadt), na obali rijeke Vesdre.

## Povijest
Prvi pisani spomen ovog mjesta datira iz 1213., a spominje se ovdašnja kapela sv. Nikole u Kronikama Grofovije Limburg. Nakon bitke kod Worringena, Eupen i cijela grofovija Limburg pripojeni su grofoviji Brabant. Brabant i Limburg pripojeni su 1387. Burgundskoj Nizozemskoj. Te je godine Eupen teško nastradao u ratu protiv grofovije Gueldre. Godine 1477., Brabant i Limburg potpadaju pod krunu austrijskih Habsburgovaca, a 1555. postaju posjed španjolskih Habsburgovaca.
Nakon mira u Utrechtu 1713., regija postaje dio Austrijske Nizozemske. Nakon 8. stoljeća zajedničke povijest s grofovijom Limburg, Eupen je pripojen Pruskoj nakon Bečkog kongresa 1815., te postaje dio Rajnske pokrajine. Kasnije je Eupen 1920. zajedno s ostalim Istočnim kantonima, pripojen Belgiji nakon Versajskog ugovora.

## Jezici
90% stanovništva općine govori njemačkim kao materinskim jezikom, dok 10% govori francuskim i drugim jezicima.
Većina stanovništva je dvojezična ili više jezična.
Kao i u ostalim belgijskim općinama sa značajnim jezičnim manjinama, i ovdje postoje tzv. jezične olakšice za frankofonsku manjinu.

## Poznati stanovnici
- Carl de Nys (1917. – 1996.), svećenik i muzikolog
- Hubert Schoonbroodt (1941. – 1992.), glazbenik
- Henri Xhonneux (1945. – 1995.), redatelj
- Jean-Louis Xhonneux (1949.-), političar
- Serge Brammertz, glavni tužitelj Međunarodnog suda za ratne zločine na području bivše Jugoslavije

## Vanjske poveznice
- Turističke informacije